# Michael Franks
Michael Franks (23 de setembro de 1963) é um antigo atleta norte-americano, vice-campeão do mundo em 1983 na prova de 400 metros. Foi vencedor da Taça do Mundo de Atletismo disputada em Camberra (Austrália) em 1985.